# Kókusz (Keeling)-szigetek
Az Ausztráliához tartozó Kókusz (Keeling)-szigetek két atollból és 27 korall-szigetből állnak. A szigetek az Indiai-óceánban, Ausztrália és Srí Lanka között félúton találhatóak, Jakartától 1000 km-re fekszenek. Kókuszdió a legnagyobb kivitel, és jelentős az idegenforgalom is. Az atoll földrajzi középpontja: d. sz. 12° 08′ 41″, k. h. 96° 52′ 10″12.144722°S 96.869444°E

## Történelem
1609-ben William Keeling kapitány volt az első európai, aki látta a szigeteket. A szigetek lakatlanok maradtak a 19. századig, amikor a Clunies-Ross család birtoka lett. A kókuszpálma-ültetvények művelésére rabszolgákat hoztak Indonéziából, Fokföldről és Kelet-Ázsiából.
1836. április 1-jén érkezett a HMS Beagle nevű brit hadihajó Robert FitzRoy kapitány parancsnoksága alatt, amely felmérte az atoll mélységét. Charles Darwin, aki a hajón tartózkodott, ennek eredményeként elméletet dolgozott ki az atollok keletkezéséről.
A szigeteket 1857-ben csatolták a Brit Birodalomhoz. 1867-ben közigazgatási szempontból Straits Settlements gyarmathoz csatolták. Viktória királynő 1886-ban a Clunies-Ross család örök birtokába adta a szigeteket.
1914. november 9-én itt zajlott le az első világháború egyik tengeri csatája. A Direction Island távíróállomást, ami fontos láncszeme volt az Egyesült Királyság, Ausztrália és Új-Zéland közötti kapcsolatnak, megtámadta a német SMS Emden könnyűcirkáló, amit azután a HMAS Sydney ausztrál cirkáló süllyesztett el.
A II. világháborúban a távíróállomás ismét fontossá vált. Szingapúr eleste után a szigeteket közigazgatásilag Ceylonhoz csatolták. A szigetek helyőrsége eredetileg a brit szárazföldi hadsereg afrikai lövészeinek egy szakasza volt Horsburgh Islandon, két darab 152 mm-es ágyúval fedezte a hidroplánok horgonyzó helyét. A helybeliek valamennyien Home Islandon éltek. A szigetek fontos hírközlési központja ellenére a japánok nem tettek kísérletet megtámadására vagy megszállására, beérték azzal, hogy havonta egy felderítő repülőgépet küldtek ide.
1942. május 8-ról 9-re virradó éjszaka a helyőrség ötven tagja, akik a Ceyloni Védelmi Erőkhöz tartoztak, fellázadt Gratien Fernando vezetésével. A lázadás kiváltó oka a brit tisztek sértő magatartása és a lázadók antiimperialista érzelme volt. Ellenőrzésük alá vonták a szigeteken telepített üteget. A lázadást elnyomták, közben meghalt egy kormányhű katona és egy tiszt megsebesült. Hét lázadót halálra ítélt a haditörvényszék, amelyről később megállapították, hogy nem szabályszerűen állították fel. Négy halálos ítéletet megváltoztattak, de hármat végrehajtottak, köztük Fernando halálos ítéletét. Rajtuk kívül nem volt a II. világháborúban olyan brit nemzetközösségi katona, akit lázadásért végeztek ki.
1942. december 25-én a japán I-166 tengeralattjáró lőtte a szigeteket, de nem okozott károkat.
A háború későbbi szakaszában két felszállópálya épült, ahol három század bombázót helyeztek el. Ezek részt vettek japán célpontok elleni támadásokban Délkelet-Ázsiában és támogatták a Malájföld és Szingapúr visszafoglalására indult csapatokat. Köztük volt a brit királyi légierő 321. (holland) százada. Ennek legénysége menekült holland katonákból állt.
1946-ban a szigetek közigazgatásilag visszakerültek Szingapúrhoz, majd 1955. november 23-án ausztrál ellenőrzés alá kerültek. Az 1970-es években az ausztrál kormányzat elégedetlenné vált a Clunies-Ross család feudális stílusú uralmával, a szigetek fejletlenségével. 1978-ban kisajátították a szigeteket. 1983-ban az ausztrál kormány a korábbi „uralkodót”, John Clunies-Rosst a szigetek elhagyására kötelezte. A következő években pereskedett egymással a család és az ausztrál állam. John Clunies-Ross az ausztráliai Perthben lakik, de örököse a Kókusz-szigeteken él.

## A Kókusz-szigetek uralkodói
|    | Király                   | Élt       | Uralkodásának kezdete | Uralkodásának vége  |
| -- | ------------------------ | --------- | --------------------- | ------------------- |
| 1. | John Clunies-Ross        | 1786–1854 | 1827                  | 1854. május 26.     |
| 2. | John George Clunies-Ross | 1823–1871 | 1854. május 26.       | 1871                |
| 3. | George Clunies-Ross      | 1842–1910 | 1871                  | 1910. július 7.     |
| 4. | Sydney Clunies-Ross      | 1868–1944 | 1910. július 7.       | 1944. augusztus 14. |
| 5. | John Cecil Clunies-Ross  | 1928–2021 | 1944. augusztus 14.   | 1978                |

## Közlekedés
- Közutak hossza: 15 km
- Repülőterek száma: 1
- Kikötők száma: csak egy horgonyzóhely a lagúnában
- Vasút: nincs